# Gino Negri
Gino Negri (Perledo, 25 maggio 1919 – Montevecchia, 19 luglio 1991) è stato un compositore italiano.

## Biografia
Allievo del Conservatorio di Milano, studiò il pianoforte con E. Calace e composizione con Giulio Cesare Paribeni e Renzo Bossi, diplomandosi nel 1941. 
Fu tra i protagonisti del panorama musicale milanese del secondo dopoguerra. Con Fiorenzo Carpi e Ennio Gerelli studiò la teoria dell'armonia di gravitazione messa a punto da Roberto Lupi (fondatore della Giovane Scuola), che applicherà spesso nelle sue composizioni.
Oltre all'attività di compositore esercitò per alcuni anni quella di critico musicale per la rivista Panorama e di insegnante, presso la Nuova Accademia di Milano e la scuola del Piccolo Teatro di Milano. Fu anche attore e conduttore televisivo, con il programma "Spazio musicale" e "Invito alla Musica", entrambi per la Rai. Tradusse e curò la versione ritmica di diversi libretti di teatro musicale, fra i quali "L'opera da tre soldi" di Kurt Weill e "Die Fledermaus" di Johann Strauss. Lavorò intensamente per tutta la vita nel campo della musiche di scena, scrivendo innumerevoli commenti musicali per spettacoli delle principali compagnie italiane di prosa come collaboratore dei più importanti registi.
Nel 1967 vinse il "Premio Italia" con l'opera radiofonica "Giovanni Sebastiano", geniale atto unico basato principalmente su una personalissima rielaborazione di temi bachiani sui quali Negri fa cantare i suoi personaggi, oltre che a suo materiale originale il cui linguaggio sembrerebbe riconducibile all'armonia di gravitazione.
Nel 2021 il lavoro è stato ripreso e messo in scena con grande successo nella stagione Eine Kleine Musik del Teatro Lirico Sperimentale A.Belli di Spoleto.
È stato anche autore di canzoni, partecipando al Festival di Sanremo 1961 con Una goccia di cielo (cantata da Nadia Liani e Jolanda Rossin).
Intorno al 1968-71 fu dirigente pubblicitario alla Motta e scrisse parecchi jingles, alcuni dei quali passati alla storia del genere: "Ho preso una cotta per Motta" e "Cin-cin, cin-cin, Cinzano".
Colpito da un ictus nella seconda metà degli anni ottanta, rallentò l'attività musicale, intensificando però quella letteraria. Alla sua morte, avvenuta il 19 luglio 1991, lasciò numerosi scritti di carattere musicale.

## La musica
Lo stile di Gino Negri, quasi sempre caratterizzato dall'uso di piccoli organici strumentali e con una costante presenza del canto, di volta in volta creato "su misura" per le caratteristiche e le capacità degli interpreti (spesso non cantanti lirici ma attori di teatro), risente di molte influenze della musica del Novecento, pur conservando in ogni caso una spiccata personalità. Assolutamente privo di remore, sia per la citazione e l'inserimento nella sua musica di elementi spesso beffardamente richiamanti celeberrimi autori del passato, sia per l'uso, a volte, di stilemi derivati da forme musicali cosiddette "basse" (come la canzonetta degli anni sessanta), nella sua musica riesce sempre a mantenere un carattere di arguta nobiltà di tono, senza mai scadere nell'intellettualismo, ma allo stesso tempo senza grandi profondità formali. Passando dalla mordace ironia a una malinconia sottile, lo stile di Gino Negri dimostra soprattutto una componente di distaccato divertimento.

## Le canzoni della mala
Insieme a Giorgio Strehler, Fiorenzo Carpi e Dario Fo, contribuì a creare quel repertorio popolare di invenzione che andò sotto il nome di canzoni della mala, portato al successo al Teatro Gerolamo di Milano nel 1958 dalla allora esordiente Ornella Vanoni, il cui talento canoro fu scoperto da Negri, che era suo insegnante di storia della musica alla Scuola del Piccolo Teatro di Milano, verso la metà degli anni Cinquanta. Questa operazione si configura come uno dei più famosi falsi storici della canzone italiana. Per questo repertorio, di Gino Negri è da ricordare Canto di carcerati calabresi.

## Scritti
- Guida alla musica vivente (Milano, Sugar Co Edizioni, 1974)
- Casa sonora (Pordenone, Edizioni Studio Tesi 1978)
- Tutti i libretti di Verdi (introduzione e commenti di Luigi Baldacci - postfazione di Gino Negri) (Garzanti, 1978)
- Il suono del delitto - Gino Negri – Mirka Martini - Gialli Garzanti n. 151 (1978)
- La Scala si è rotta (Milano, Ed. Camunia, 1984)
- L'Opera italiana - Storia, costume, repertorio (Mondadori, Mondadori editore, 1985)
- Musica respiro del mondo - Una Storia della Musica non solo per addetti ai lavori (inedito, 1990-91?)
- Roes - Le femmine di plastica - Negri - Visconti (Fantascienza - Collana Poker d'assi n.7 S.E.A., 1966)

## Principali composizioni

### Opere
- Antologia di Spoon River (1945)
- Divertimenti di Palazzeschi (Milano, 1948)
- Sei personaggi in cerca d’autore da Pirandello (1948, con dedica a Massimo Mila)
- Finirò per svegliarmi per tenore e pianoforte (1956)
- Vieni qui, Carla (Milano, 1956) -  Prima ripresa mondiale nel 2017 al Teatro Filodrammatici di Milano con il mezzosoprano Paola Cacciatori nel ruolo di Carla e il baritono Allan Rizzetti nel ruolo di Leo.
- Il tè delle tre (Como, 1958)
- L'armonium è utile (1958)
- Giorno di nozze (Milano, 1959)
- Il circo Max (Teatro La Fenice di Venezia diretta da Nino Sanzogno con Florindo Andreolli, Renato Capecchi, Paola Borboni, Laura Efrikian, Nino Castelnuovo e Giancarlo Cobelli, 1959)
- Costretto dagli eventi (Milano, 1963)
- Giovanni Sebastiano (1967) opera radiofonica - Premio Italia 1967
- Il testimone indesiderato (?) opera radiofonica
- La fine del mondo (1969) opera televisiva - Premio Italia 1969
- Pubblicità, ninfa gentile (Milano, 1970)
- Tarantella di Pulcinella (Milano, 1974)
- Diario dell'assassinata (Piccola Scala di Milano, 1978) con Milva diretta da Donato Renzetti[3]
- Abbasso Carmelo Bene (Milano, 1982)
- Storie d'Italia (Asti, 1982)
- Falsariga, ovvero Agguato a Vivaldi (Milano, 1985)

### Balletti
- L'amica di Nonna Speranza (1969)
- Modì, (Macerata, 1976)

### Musica vocale
- Antologia di Spoon River per soli, coro e orchestra (1949) diretto da Ettore Gracis con Franco Calabrese al Teatro della Pergola di Firenze
- Uno Stabat comunque per soprano, baritono, cabarettista e orchestra (1968)
- Sangue tuo nelle mie vene, 20 mottetti di Eugenio Montale per soli, coro e orchestra d'archi (1977)

### Musica strumentale
- Cinque colori per voce, flauto e viola (1945)
- Cinque invenzioni per archi (1946)
- Due fughe per pianoforte (1946)
- Diario e dedica per pianoforte (1952)

### Colonne sonore
- Le sorprese dell’amore, regia di Luigi Comencini (1959)
- Un certo giorno, regia di Ermanno Olmi (1969)
- Stregone di città, regia di Gianfranco Bettetini (1973)
- I tre moschettieri, (sceneggiato TV) regia di Sandro Sequi (1976)
- Semmelweis, (sceneggiato TV) regia di Gianfranco Bettetini, 1980)
- L'ultima mazurka, regia di Gianfranco Bettetini (1987)

### Canzoni
Gino Negri coltivò costantemente la passione per la forma canzone e vi sidedicò intensamente dalla fine degli anni Cinquanta. Ne scrisse moltissime, sia musiche che testi, così come fece per le opere teratrali di cui fu autore di musica, soggetto e libretto. A volte ne introduceva alcune anche all'interno delle opere stesse. Oltre alla già citata Una goccia di cielo è da ricordare la raccolta Costretto dagli eventi, incisa su disco dallo stesso Negri. Altre furono interpretate spesso da cantanti-attori come Laura Betti, Liliana Zoboli, Sandro Massimini, I Gufi, Milva.
Per Milva realizzò gli LP Le canzoni del Tabarin - Canzoni da cortile (1963), e Canti della libertà (1965), di cui curò gli arrangiamenti.